# La Forêt de Quinconces
Pour plus de détails, voir Fiche technique et Distribution.
La Forêt de Quinconces est un film français réalisé par Grégoire Leprince-Ringuet, sorti en France le 22 juin 2016.
Il est sélectionné au Festival de Cannes 2016 en séance spéciale.

## Synopsis
Ondine et Paul se sont aimés. Quand elle le quitte, il jure qu'il n'aimera plus. Pour se le prouver, il poursuit la belle Camille, qu'il compte séduire et délaisser. 
Mais Camille envoûte Paul qu'elle désire pour elle seule. 
Et tandis qu'il succombe au charme de Camille, Paul affronte le souvenir de son amour passé.

## Fiche technique
- Titre français : La Forêt de Quinconces
- Réalisation : Grégoire Leprince-Ringuet
- Scénario : Grégoire Leprince-Ringuet
- Photographie : David Chambille
- Montage : Nathalie Sanchez et Grégoire Leprince-Ringuet
- Costumes : Juliette Chanaud
- Musique : Clément Doumic
- Décors : Clémence Pétiniaud
- Producteur : Paulo Branco
- Pays d'origine :  France
- Date de sortie : 
  -  France : 22 juin 2016

## Distribution
- Grégoire Leprince-Ringuet : Paul
- Pauline Caupenne : Camille
- Amandine Truffy : Ondine
- Marilyne Canto : Ève
- Antoine Chappey : Bruno
- Thierry Hancisse : le clochard
- Héloïse Godet : L'amie d'Ondine
- Arthur Teboul : lui-même

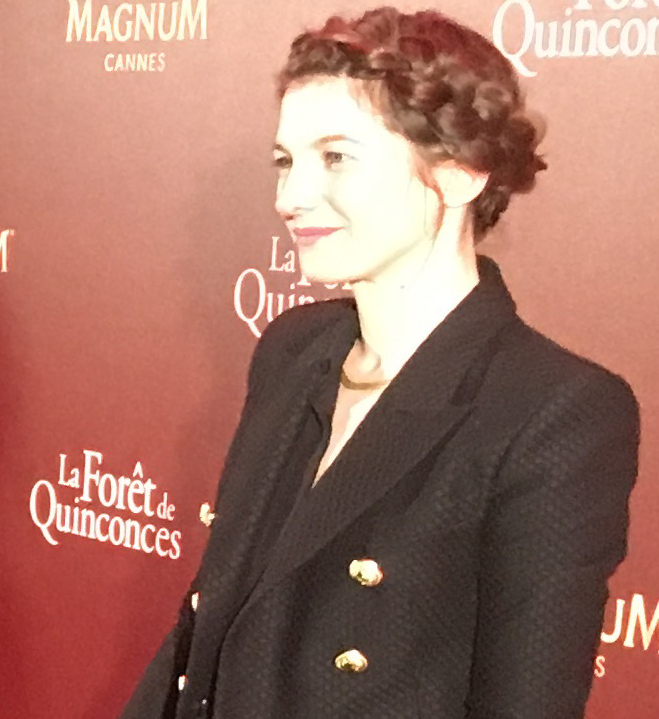
Amandine Truffy lors de la présentation du film à Cannes.

- Fatima Soualhia-Manet : La marraine
- Caterina Barone : La libraire
- Olga Sékulic : l'assistante de la boutique d'encadrement

## Distinctions
- Prix du Syndicat français de la critique 2017 : Film singulier francophone